# Carlos Duarte
Pour les articles homonymes, voir Duarte.
Carlos Duarte, de son nom complet Carlos Domingos Duarte, est un footballeur portugais né le 25 mars 1933 à Nouvelle-Lisbonne en Angola portugais et mort le 23 août 2022,. Il évoluait au poste d'attaquant.

## Biographie

### En club
Carlos Duarte joue au Portugal durant toute sa carrière. Il évolue pendant onze saisons avec l'équipe du FC Porto, et une saison en faveur du Leixões SC.
Il dispute un total de 194 matchs en première division portugaise, inscrivant 77 buts. Il réalise sa meilleure performance lors de la saison 1958-1959, où il inscrit 14 buts. Avec le FC Porto, il est sacré champion à deux reprises,.
Avec Porto, il remporte également la Coupe du Portugal en 1956 et 1958,.
Au sein des compétitions continentales européennes, il dispute un match en Coupe d'Europe des clubs champions, et quatre rencontres en Coupe des villes de foires.

### En équipe nationale
International portugais, il reçoit sept sélections en équipe du Portugal entre 1953 et 1959, pour un but marqué.
Il joue son premier match en équipe nationale le 22 novembre 1953 en amical contre l'Afrique du Sud (victoire 3-1 à Oeiras). 
Carlos Duarte dispute un match dans le cadre des qualifications pour la Coupe du monde 1958 contre Italie (défaite 0-3 à Milan). 
Il inscrit son seul et unique but avec le Portugal le 7 mai 1958, à l'occasion d'un match amical contre l'Angleterre (défaite 1-2 à Londres). 
Ses deux derniers matchs sont disputés dans le cadre des qualifications pour l'Euro 1960, lors d'une double confrontation en juin 1959 contre l'Allemagne de l'Est remportée par les Portugais.

## Palmarès
Avec le FC Porto :
- Champion du Portugal en 1956 et 1959
- Vice-champion du Portugal en 1954, 1957, 1958, 1962, 1963 et 1964
- Vainqueur de la Coupe du Portugal en 1956 et 1958
- Finaliste de la Coupe du Portugal en 1953, 1959, 1961 et 1964
- Champion de Porto en 1957, 1958, 1960, 1961, 1962, 1963 et 1964